# حوضچه نگهداری

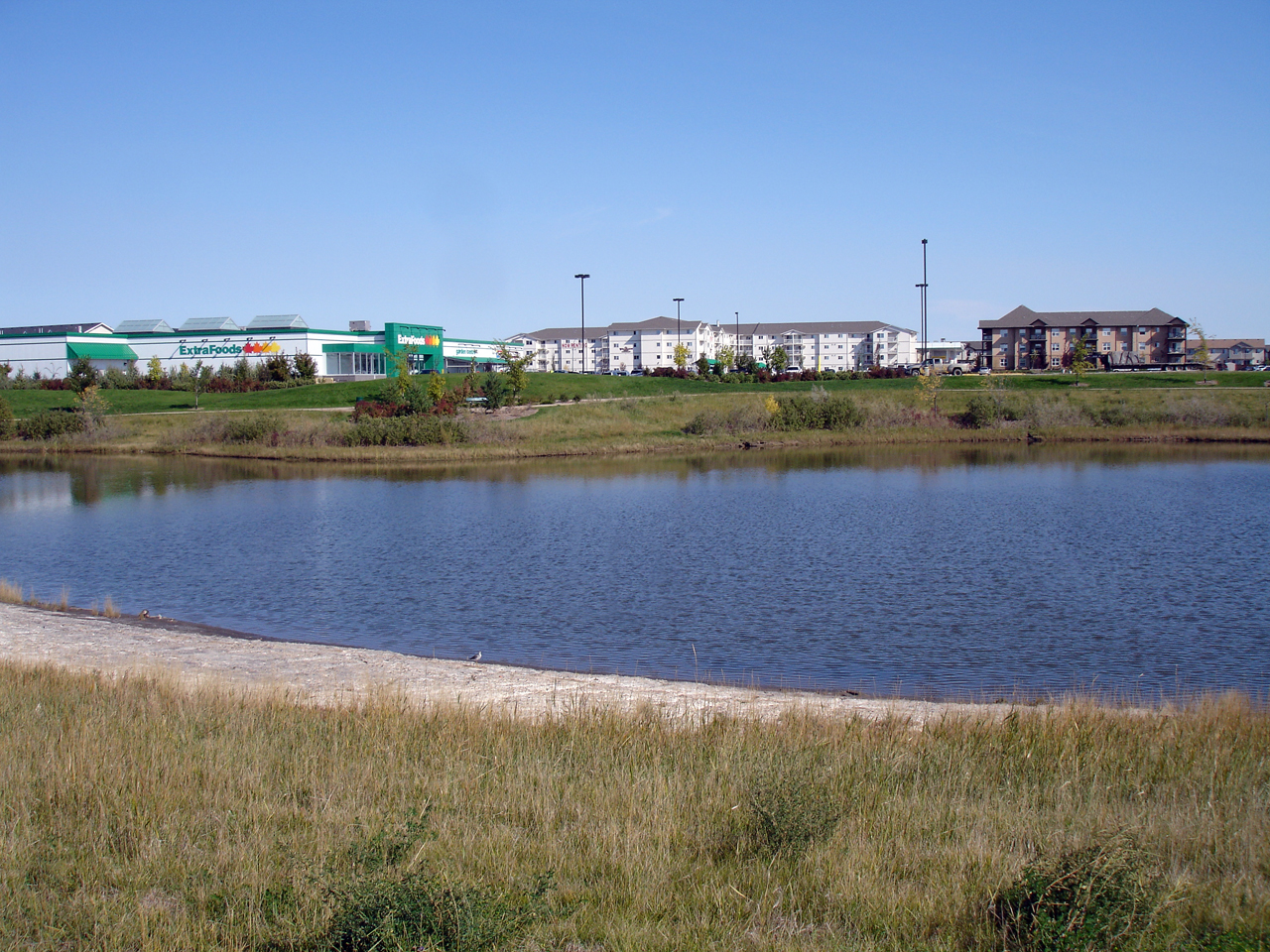
برکه ترانوس، یک حوضچه نگهداری آب که با گیاهان علفی طبیعی محوطه‌سازی شده است، در ساسکاتون، ساسکاچوان، کانادا

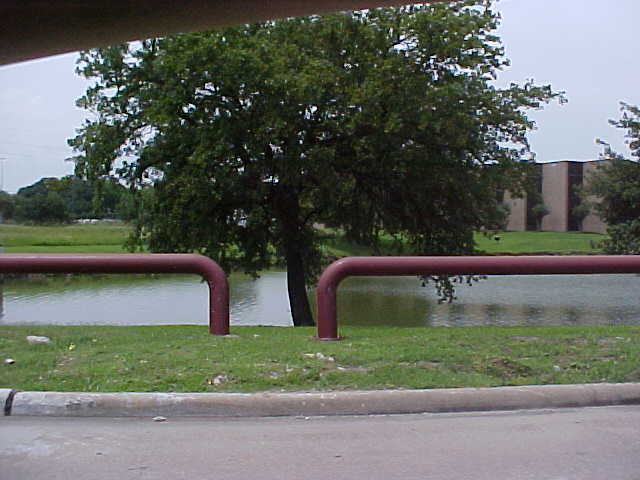
حوضچه نگهداری پارک شرکت‌ها در استافورد، تگزاس، ایالات متحده

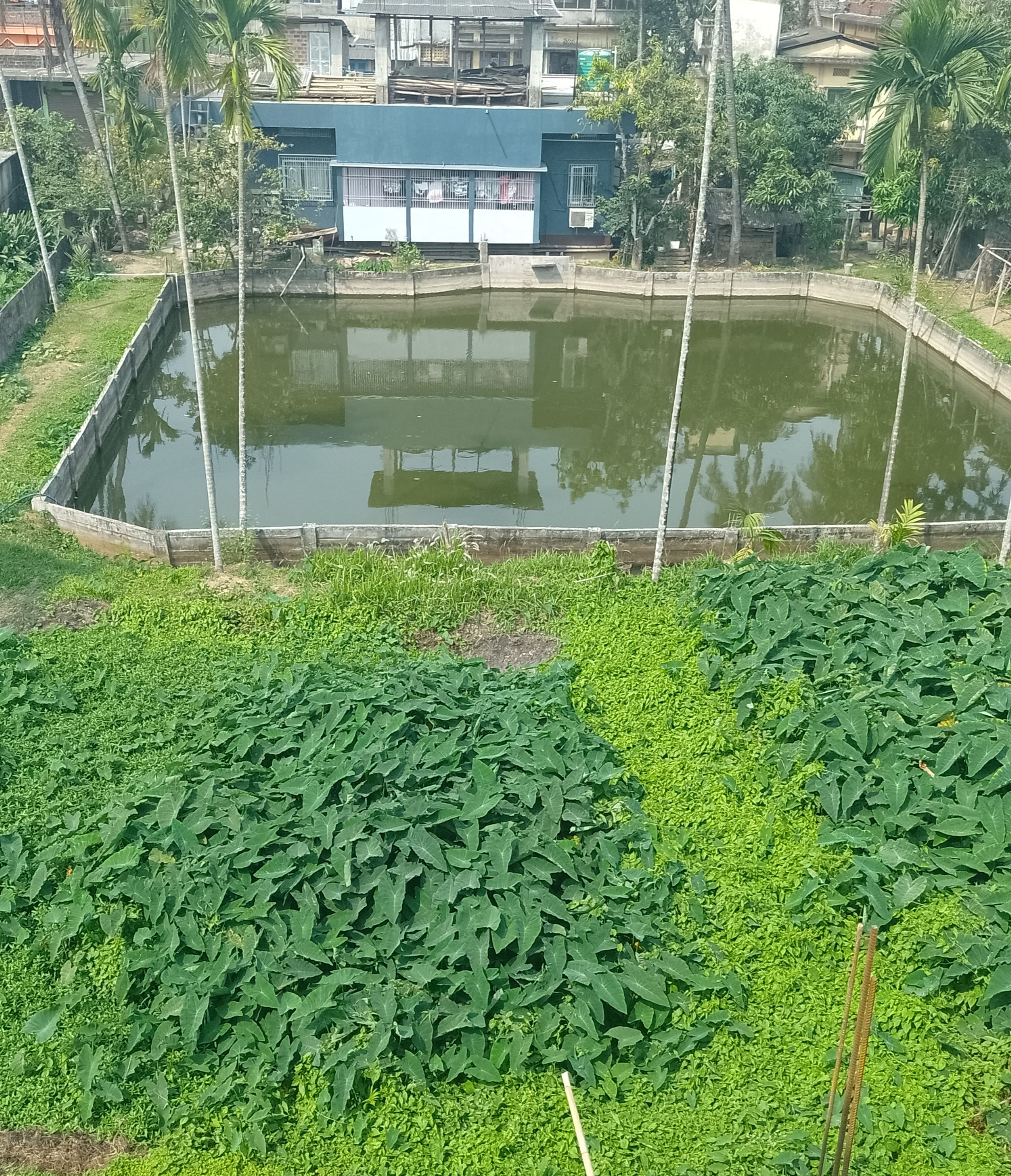
یک برکه نگهداری که توسط دیوار بتنی محافظت می‌شود و توسط گیاهان تارو در یک شهر نیمه‌شهری هند احاطه شده است

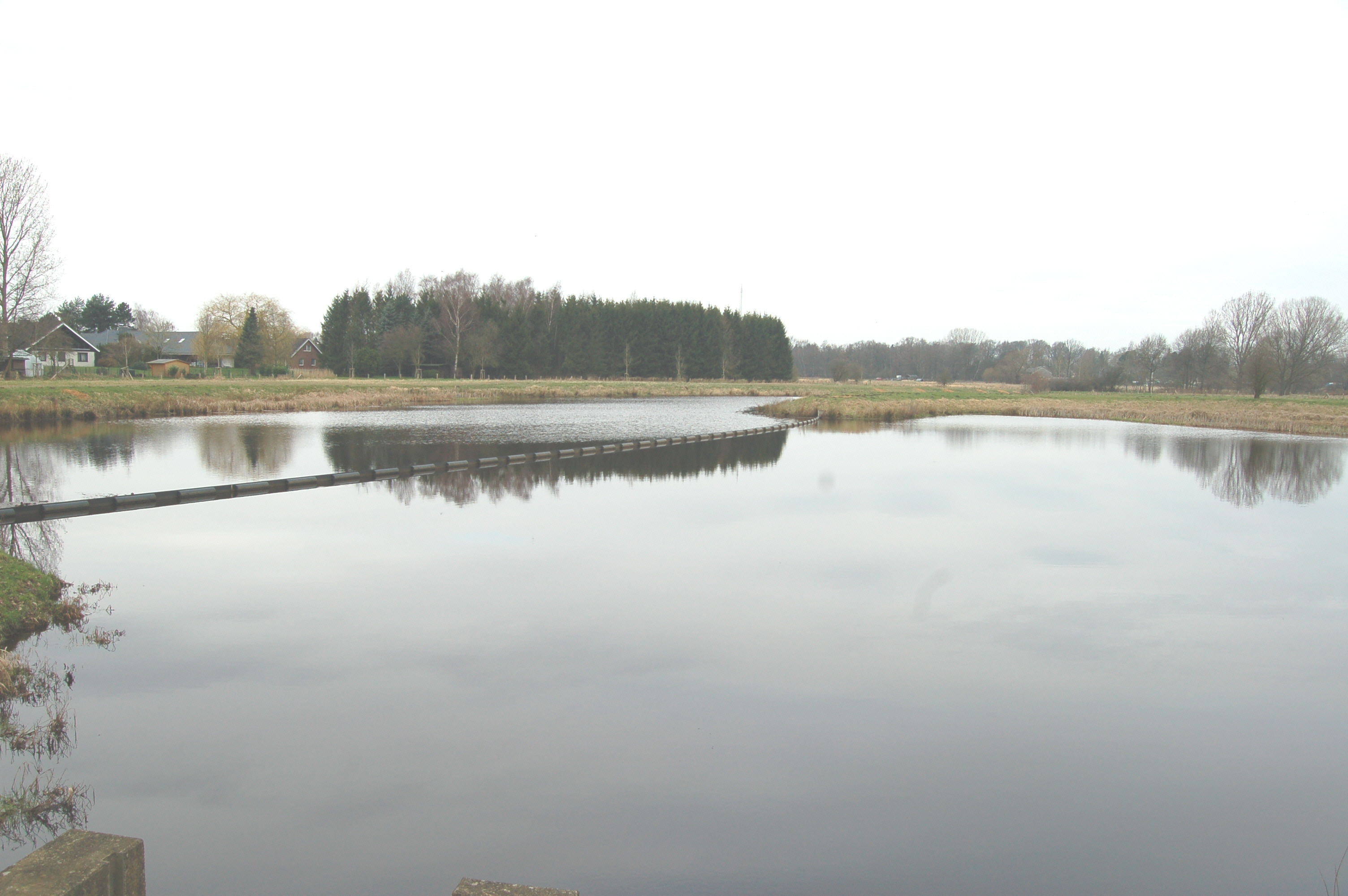
حوضه نگهداری در پینائو، اشلسویگ-هولشتاین، آلمان

حوضچه نگهداری، که گاهی اوقات حوضچه نگهداری، حوضچه نگهداری مرطوب یا حوضچه مدیریت آب‌های سطحی (SWMP) نامیده می‌شود، یک حوضچه مصنوعی است که در اطراف آن پوشش گیاهی وجود دارد و یک استخر دائمی آب در طراحی آن لحاظ شده است. از آن برای مدیریت رواناب آب‌های سطحی، محافظت در برابر سیل، کنترل فرسایش و به عنوان یک تالاب مصنوعی و بهبود کیفیت آب در آب‌های مجاور استفاده می‌شود.
این با یک حوضهٔ نگهداری، که گاهی اوقات «حوضچهٔ خشک» نامیده می‌شود، متمایز است. این حوضچه پس از طوفان به‌طور موقت آب را ذخیره می‌کند، اما در نهایت با سرعت کنترل‌شده‌ای به یک منبع آبی پایین‌دست تخلیه می‌شود. همچنین با حوضچه نفوذ که برای هدایت آب‌های سطحی به آب‌های زیرزمینی از طریق خاک‌های نفوذپذیر طراحی شده است، متفاوت است.
برکه‌های مرطوب اغلب برای بهبود کیفیت آب، تغذیه آب‌های زیرزمینی، حفاظت در برابر سیل، بهبود زیبایی‌شناسی یا ترکیبی از این موارد استفاده می‌شوند. گاهی اوقات آنها به عنوان جایگزینی برای جذب طبیعی یک جنگل یا سایر فرآیندهای طبیعی که هنگام توسعه یک منطقه از بین رفته‌اند، عمل می‌کنند. به این ترتیب، این سازه‌ها به گونه‌ای طراحی شده‌اند که با محله‌ها ترکیب شوند و به عنوان یک وسیلهٔ رفاهی در نظر گرفته شوند.
در مناطق شهری، سطوح نفوذناپذیر (بام‌ها، جاده‌ها) زمان صرف شده توسط بارندگی را قبل از ورود به سیستم زهکشی آب‌های سطحی کاهش می‌دهند. اگر این موضوع کنترل نشود، باعث سیل گسترده در پایین دست خواهد شد. وظیفه یک حوضچه آب‌های سطحی، مهار این موج و آزادسازی تدریجی آن است. این آزادسازی آهسته، اندازه و شدت سیل ناشی از طوفان را در آب‌های پذیرنده پایین‌دست کاهش می‌دهد. حوضچه‌های آب‌های سطحی همچنین رسوبات معلق را جمع می‌کنند که اغلب به دلیل ساخت و سازهای بالادست و استفاده از شن و ماسه در جاده‌ها، در غلظت‌های بالا در آب‌های سطحی یافت می‌شوند.

## ویژگی‌های طراحی
آب باران معمولاً از طریق سیستم زهکشی خیابان و/یا پارکینگ و شبکه‌ای از کانال‌های تخلیه یا لوله‌های زیرزمینی به یک حوضچه نگهداری هدایت می‌شود. این حوضچه‌ها طوری طراحی شده‌اند که اجازه ورود جریان‌های نسبتاً بزرگی از آب را بدهند، اما تخلیه آنها به آب‌های پذیرنده توسط سازه‌های خروجی که فقط در طول وقایع طوفانی بسیار بزرگ عمل می‌کنند، محدود شده است.
برکه‌های نگهداری اغلب با انواع علف‌ها، درختچه‌ها و/یا گیاهان آبزی محوطه‌سازی می‌شوند تا پایداری کناره و مزایای زیبایی‌شناختی را فراهم کنند. پوشش گیاهی همچنین با حذف مواد مغذی محلول از طریق جذب، مزایایی برای کیفیت آب فراهم می‌کند. در برخی مناطق، برکه‌ها می‌توانند انواع مزاحم حیات وحش مانند اردک‌ها یا غازهای کانادایی را جذب کنند، به خصوص در مناطقی که حداقل محوطه‌سازی وجود دارد و علف‌ها کوتاه شده‌اند. این امر توانایی روباه‌ها، کایوت‌ها و دیگر شکارچیان را برای نزدیک شدن به طعمه‌هایشان بدون دیده شدن کاهش می‌دهد. چنین شکارچیانی تمایل دارند در میان علف‌های بلند و ضخیم اطراف آبراه‌های طبیعی پنهان شوند.